# 門野真也
門野 真也（かどの しんや、1997年1月30日 - ）は、兵庫県神戸市出身のサッカー選手。USL League One の Tormenta FC 所属。ポジションはFW、MF。
2019年1月にメジャーリーグサッカーのD.C. ユナイテッドからドラフト3巡目で指名された。

## 略歴
小学2年生まで地元兵庫FCに所属。父親の転勤によりアメリカへ移住、カリフォルニア州のアーバインへ引っ越した。
中学生の頃は地元サッカークラブの Strikers FC に所属。Strikers FCには2度のトライアウトに失敗し、3度目で合格している。
U-15シーズン終了後、U-16のStrikers FC Academyチームに所属し、U-16/17、U-18/19時にはチームキャプテンを務めた。
Woodbridge High School 卒業後、サッカー推薦でカリフォルニア大学バークレー校へ進学。NCAAディビジョンIのカル・ゴールデンベアーズでサッカーをプレイした。大学4年時には日本人として初めてキャプテンをつとめ、ミッドフィールダーながらパシフィック12カンファレンスでは得点王を獲得した。
2019年1月、MLSスーパードラフト において3巡目（全体の72番目）でD.C. ユナイテッドから指名を受け、D.C. ユナイテッド傘下のLoudoun United FCと契約した。同年5月11日のシャーロット・インディペンデンス戦でプロ入り初ゴールを挙げた。同年7月、USL League One の Tormenta FC へ期限付き移籍した。